# Chelān-e Soflá
Chelān-e Soflá (persiska: چلان سفلی) är en ort i Iran.   Den ligger i provinsen Östazarbaijan, i den nordvästra delen av landet, 500 km väster om huvudstaden Teheran. Chelān-e Soflá ligger 1 798 meter över havet och antalet invånare är 697.
Terrängen runt Chelān-e Soflá är platt åt sydost, men åt nordväst är den kuperad. Runt Chelān-e Soflá är det ganska tätbefolkat, med 155 invånare per kvadratkilometer. Närmaste större samhälle är Kharājū, 6,4 km söder om Chelān-e Soflá. Trakten runt Chelān-e Soflá består i huvudsak av gräsmarker.